# Krenten
Krenten is een handeling om de individuele druiven in trossen tot ongeveer gelijke grootte te laten uitgroeien.

## Handeling
Veel druivenrassen zijn onevenwichtig in hun groei waarbij kleine druiven worden verdrongen door de grotere. Bij de oogst zal de tros dan uit rijpe en onrijpe druiven bestaan. Door vroegtijdig de kleinste druiven (in vakjargon ook wel besjes genoemd) weg te knippen, blijven alleen de grotere over. Deze grotere druiven zullen - omdat de kleine druifjes niet meer behoeven te worden gevoed - meer voeding tot zich nemen en beter afrijpen. Daar de grotere druiven meer ruimte hebben gekregen zal de tros ook beter ventileren waardoor schimmelvorming kan worden beperkt. Het krenten wordt vooral toegepast bij rassen die bedoeld zijn als tafeldruif.
Het tijdstip waarop het krenten het best kan plaatsvinden is wanneer de druiven elkaar nog niet raken en de losgeknipte besjes niet in de tros achterblijven.

## Kwaliteitsverbetering
Het krenten heeft eenzelfde doel als andere methoden van vruchtuitdunning of bloesemuitdunning, en beoogt het op hoger niveau brengen van de oogst dan wel verbetering van het resultaat.
- Het sorteren op druif-niveau wordt ook weleens toegepast tijdens of vlak na het oogsten. Onder meer wordt dit gedaan voor Auslese-wijnen en de Sélection de grains nobles.
- In de wijnbouw worden in een vroeg stadium meestal hele trossen verwijderd om de overige trossen meer voeding te gunnen. Dit “groene oogsten” staat in Frankrijk bekend als "vendanges vertes".